# Saint-Léger-du-Malzieu
Saint-Léger-du-Malzieu är en kommun i departementet Lozère i regionen Occitanien i södra Frankrike. Kommunen ligger i kantonen Le Malzieu-Ville som tillhör arrondissementet Mende. År 2022 hade Saint-Léger-du-Malzieu 211 invånare.

## Befolkningsutveckling
Antalet invånare i kommunen Saint-Léger-du-Malzieu
| Referens: INSEE |